# 慈善廚房

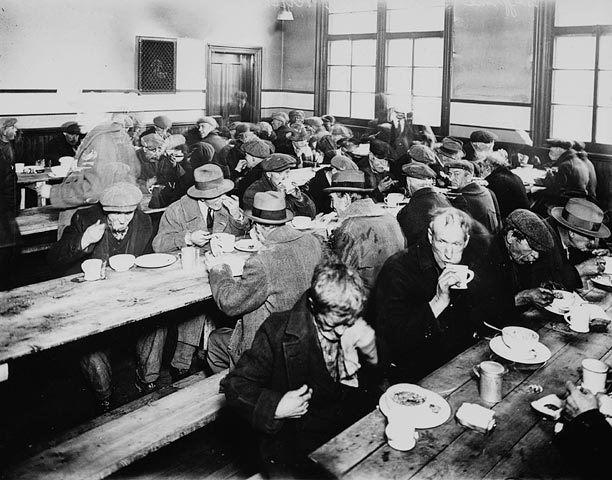
慈善廚房于1931年在加拿大蒙特利尔拍摄

慈善廚房，又譯作施膳處、流動廚房，是一處免費或以極低價格提供食物給飢餓者的場所，通常設置於平均收入較低的鄰近地區。

## 歷史
中国明清时期，民间出现了名为「粥厂」的赈济机构，早期多为临时性设置，是为了应对灾荒时大量灾民的出现。后来随着城市化的发展，城市中出现了大量找不到工作的流民，因而在大城市如天津、北京等地的繁华地带或宗教寺庙，逐渐有了常设机构。在中国古代极其有限的社会事业中，粥厂扮演了十分重要的角色。
粥厂的经费既有政府拨款，也有民间捐助，包括由宗教机构开设。官办粥厂的保障水平很低，这跟当时社会保障事业的基本目标是相关的：即赈济事业仅以保证饥民灾民不闹事造反为目标。

## 流行文化
- 中国传统相声《开粥厂》描绘了一个做梦发大财的穷人舍粥摆阔的幽默形象，从中也能一瞥昔日粥厂的盛况。
- 2015年美國出版的兒童繪本《市場街最後一站》（Last Stop on Market Street），主角小男孩與奶奶搭公車前往的目的地即為慈善廚房。